# The Story of Us (película)
The Story of Us es una película de 1999 dirigida por Rob Reiner, protagonizada por Bruce Willis y Michelle Pfeiffer como una pareja casada durante quince años. Podía ser clasificado como una película que podía intentar ayudar aclarar lo que es importante en relaciones de pareja, incluso la tolerancia y poniendo la familia encima de todo.

## Sinopsis
Ben Jordan (Bruce Willis) y su esposa Katie (Michelle Pfeiffer) llevan 15 años de matrimonio y aparentemente tienen una vida perfecta. Comparten con sus dos encantadores hijos, Erin (Colleen Rennison) y Josh (Jake Sandvig), un acogedor y cómodo hogar. Sin embargo, cuando los niños no están, la pareja no tienen más remedio que enfrentarse a la cruda realidad de que a estas alturas ninguno de los dos se soporta.
Cuando se acercan las vacaciones escolares, inscriben a sus muchachos en un campamento de verano y, apenas salen del hogar, la pareja comienzan a hacer todos los arreglos necesarios para oficializar su separación. Durante este proceso, cada uno por su cuenta intentará recordar cuáles fueron las razones por las que se enamoraron. ¿Encontrarán motivos suficientes para permanecer juntos?

## Reparto
| Actor                | Personaje                 | Notas         |
| -------------------- | ------------------------- | ------------- |
| Bruce Willis         | Ben Jordan                |               |
| Michelle Pfeiffer    | Katie Jordan              |               |
| Rita Wilson          | Rachel Krogan             |               |
| Rob Reiner           | Stan Krogan               |               |
| Julie Hagerty        | Liza                      |               |
| Tim Matheson         | Marty                     |               |
| Lucy Webb            | Joanie Kirby              |               |
| Bill Kirchenbauer    | Eddie Kirby               |               |
| Red Buttons          | Arnie Jordan              |               |
| Jayne Meadows        | Dot                       |               |
| Tom Poston           | Harry                     |               |
| Betty White          | Lillian Jordan            |               |
| Colleen Rennison     | Erin Jordan a los 10 años |               |
| Jake Sandvig         | Josh Jordan at Twelve     |               |
| Ken Lerner           | Dr. Rifkin                |               |
| Victor Raider-Wexler | Dr. Hopkins               |               |
| Albert Hague         | Dr. Siegler               |               |
| Paul Reiser          | Dave                      | No acreditado |
| Steven Greene        | Jugador de fútbol         |               |

## Recepción
La película tiene un 28% en Rotten Tomatoes. y un puntaje de 37 en Metacritic,